# 喜愛夜蒲3
《喜愛夜蒲3》，是2014年上映的一部香港電影。姐妹作是《喜愛夜蒲》及《喜愛夜蒲2》。繼承前兩集之主要演員只剩下陳柏宇，王宗堯，並加入其他主要角色。拍攝地點位於香港、韓國首爾及中国廣州。

## 劇情
Sara和Papa經常聚首在蘭桂坊。而Papa則其貌不揚，加上生有體臭，但在夜場環境境和氛圍下，異性緣依然十分精彩……

## 領銜主演
- 許亦妮 Whitney Hui 飾 Jolie
- 雨　僑 Ava Liu 飾 Sara
- 伍詠薇 Christine Ng 飾 May
- 林德信 Alex Lam 飾 Sean (信)
- 陳柏宇 Jason Chan 飾 Jacky
- 郭穎兒 Celia Kwok 飾 Papa
- 應昌佑 Charies Ying 飾 Parker
- 李世慜 Lee Se Min 飾 Kim(韓仔)

## 友情客串
- 謝天華 Michael Tse 飾 二哥
- 側田 Justin Lo 飾 側田
- 方力申 Alex Fong 飾 健身室 猛男
- 洪天明 Hung Tin Ming, Timmy 飾 健身室 猛男
- 陳杰 Chris Chan 飾 健身室 猛男
- 關楚耀 Kelvin Kwan 飾 Rain
- 張繼聰 Louis Cheung 飾 老蘭耶穌
- 蔚雨芯 Rainky Wai 飾 信前女友 Rainky
- 黃國榮 Sunny Wong 飾 信前女友老公 Sunny
- 林盛斌 Bob Lam 飾 水總
- 王宗堯 Gregory Wong 飾 易小斌
- 松岡李那 Matsuoka Rina Linah 飾 夜場 DJ
- 何浩文 Dominic Ho 飾 阿輝
- 麥德羅 Robert Mak 飾 富商
- 彭懷安 Eddie Pang 飾 夜蒲友
- 陳國權 Chan Kwok Kuen 飾 富商助手
- 錢國偉 Wilson Chin 飾 韓國警察
- 陳宛蔚 Calinda Chan 飾 陳宛蔚

## 蒲男蒲女演出
- 夏尉喻 Barbie Liu
- 文凱玲 Connie Man
- 蕭美卡 Mika Siu
- 羅彩玲 Vivivan Law
- 白健恩 Ronan Pak
- 趙勁皓 King Chiu
- 吳雲甫(奧雲) Aurelien Ng
- 王寶寶(春卷) Bobo Wong
- 袁駿傑 Kit Yuen
- 喇英 La Ying
- 陳少邦 Bond Chan
- 唐紫睿 Hazel Tong
- 黃集鋒 Jason Wong
- 李健宏(Kevin仔) Kevin Li
- 曾敏 Judy Tsang
- 黃雪瑩 Sukiyaki Wong
- 李穎欣 Yan Lee
- Trina
- 周麗欣 Doris Chow
- 陳廷力 Hubert Tran
- 張凱婷 Niki Cheung
- 李慧玲 Jamie Lee
- 魏詠恩 Elva Ngai
- 趙妍 Mena

## 音樂
主題曲 
- JW《Feel The Bass》

插曲 
- JW《飄浮女孩》

點題曲
- 雨僑 feat. 王宗堯 《埋頭苦愛》

## 製作
郭穎兒（Celia K.）要化上醜女妝演出，她直言有苦自己知︰「今次這個妝要將棉花放在口內，雙眼又要貼膠紙變單眼皮，其實一雙眼最辛苦，拍完也好累。」她坦言化醜女妝後，自己也被嚇驚︰「因為貼到很醜，自己望著鏡子也認不出自己，還被嚇到了！」

## 軼事
2022年4月15日，林盛斌邀請身為三女之母的郭穎兒到其主持的真人秀節目《360秒人生課堂》分享個人「理想重尋」的經歷，令她首度亮相TVB。她初時自我欺騙是阿愁（Sadness，美國電影玩轉腦朋友角色），曾一度拒絕上節目，但最終在各方鼓勵下化弱為強，化危機為良機。對於懦弱膽怯(公開演講)的人而言，即使只是站在人前，有時已是一場勝利。

## 分級
| 國家/地區 | 分級   |
| 香港      | IIB級  |
| 馬來西亞  | 18     |
| 台灣      | 限制级 |
| 新加坡    | M18    |
| 日本      | R15+   |
| 韩国      | 18     |

## 外部連結
- 《喜愛夜蒲3（页面存档备份，存于）》在香港雅虎的電影頁面（繁體中文）
- 香港影庫上《喜愛夜蒲3》的資料（繁體中文）
- 时光网上《喜愛夜蒲3》的資料（简体中文）
- 豆瓣电影上《喜愛夜蒲3》的資料 （简体中文）
- 爛番茄上《喜愛夜蒲3》的資料（英文）
- 互联网电影数据库（IMDb）上《喜愛夜蒲3》的资料（英文）